# Hrabstwo Bell (Kentucky)
Hrabstwo Bell (ang. Bell County) – hrabstwo w stanie Kentucky w Stanach Zjednoczonych. Obszar całkowity hrabstwa obejmuje powierzchnię 361,35 mil² (935,89 km²). Według spisu United States Census Bureau w roku 2010 miało 28 691 mieszkańców.
Hrabstwo powstało w 1867 roku. 
Na jego terenie znajdują się Miejscowości: Middlesborough oraz Pineville.

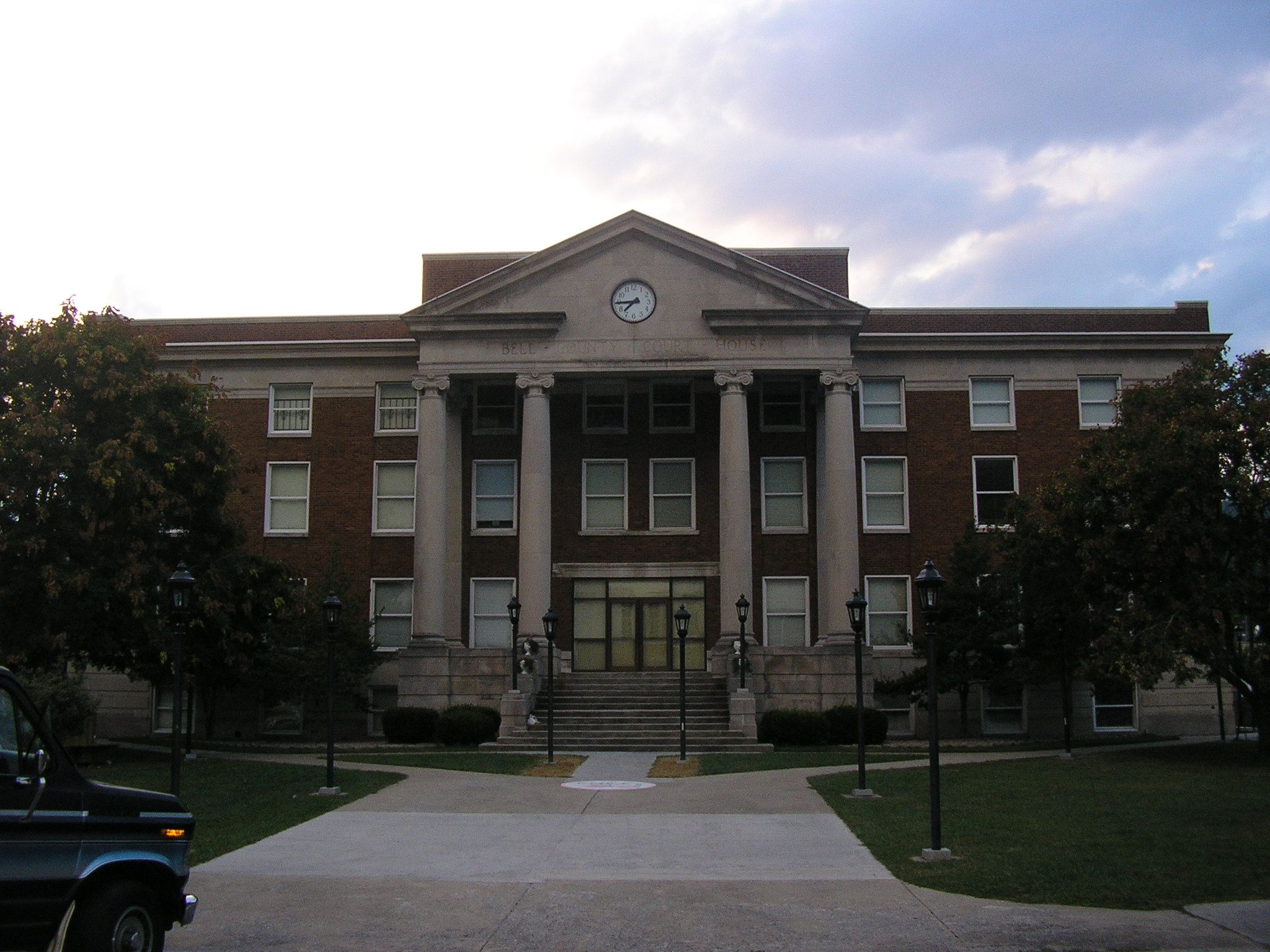
Budynek administracji (courthouse) w Pineville

| Populacja hrabstwa w poprzednich latach | Populacja hrabstwa w poprzednich latach |
| Rok                                     | Liczba ludności                         |
| --------------------------------------- | --------------------------------------- |
| 1980                                    | 33 987                                  |
| 1990                                    | 31 506                                  |
| 2000                                    | 30 060                                  |
| 2010                                    | 28 691                                  |